# 後共有包層聯星

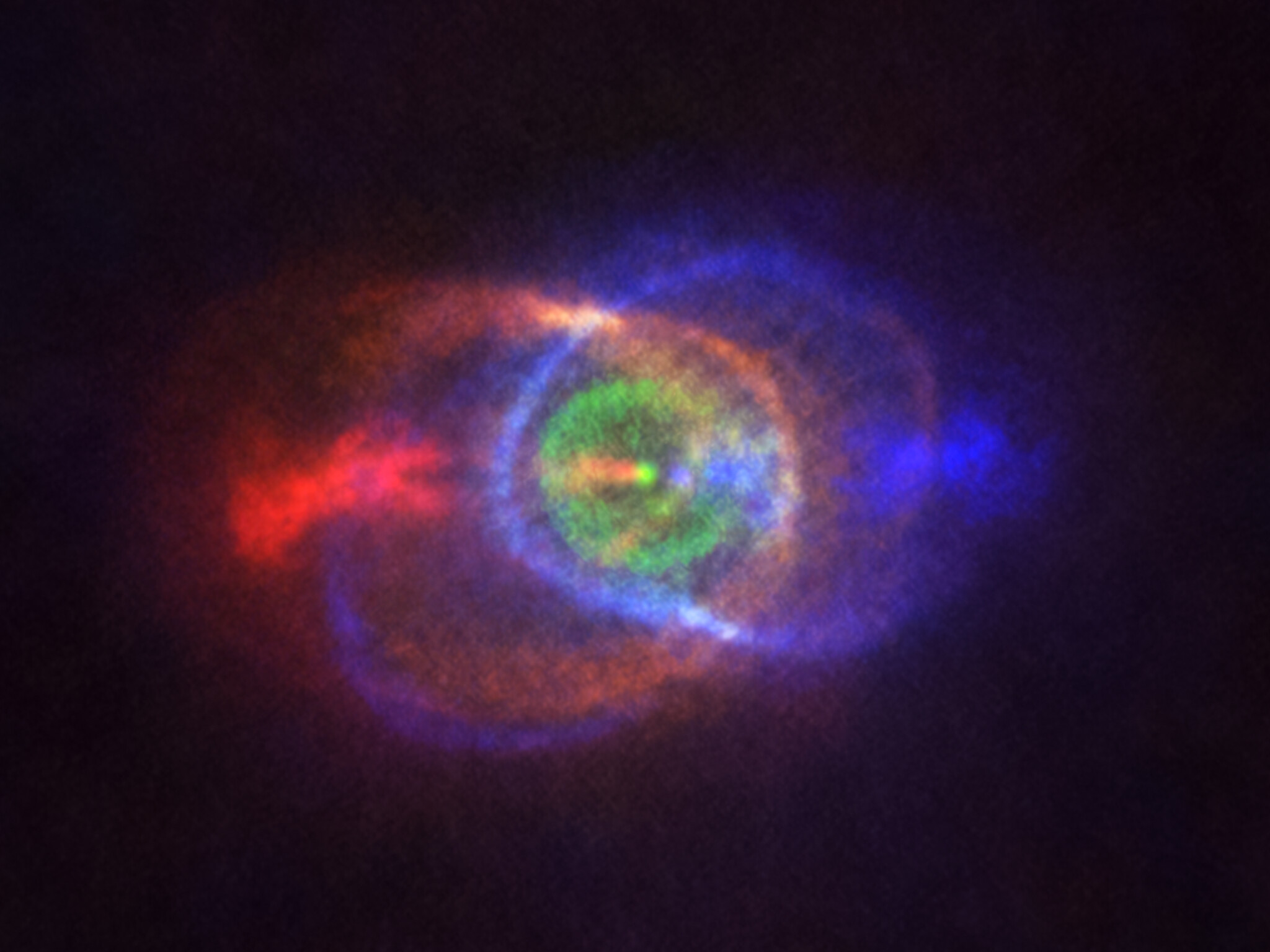
HD 101584是一個可疑的後共有包層聯星。被吞噬的伴星引發了氣體外流，形成了ALMA所看到的星雲。

共有包層階段的關鍵階段。上圖：一顆恆星充滿了它的洛希瓣。中間：同伴被吞沒；核心和伴星在一個共有包層內相互盤旋。底部：包層被彈出，形成一個PCEB或兩顆恆星合併。

後共有包層聯星（英語：post-common envelope binary，PCEB）
前激變變星是由白矮星或熱次矮星和主序星或棕矮星組成的聯星系統。這顆恆星或棕矮星與處於紅巨星階段的白矮星祖先共享一個共有的包層。 在這種情況下，恆星或棕矮星在包層內運行時會失去角動量，最終使主序星和白矮星在短週期軌道上運行。PCEB將繼續通過磁制動和引力波失去角動量，並最終開始質量傳遞，導致激變變星。雖然已知有數千個PCEB，但只有少數幾個PCEB，也稱為ePCEB（食PCEB）。 更為罕見的是以棕矮星為次級的PCEB。質量低於20MJ的棕矮星可能在共有包層階段蒸發，因此次級恆星的質量應該高於20MJ。
從公有包層中噴出的物質形成了一個行星狀星雲。五分之一的行星狀星雲是從共有包層中噴出的，但這可能被低估了。由共有包層系統形成的行星狀星雲通常顯示出雙極結構。
疑似PCEB的HD 101584被一個複雜的星雲包圍。在共有包層階段，主恆星的紅巨星階段提前終止，避免了恆星的合併。HD 101584的剩餘氫包層在紅巨星和伴星之間的相互作用過程中被彈出，現在形成了聯星周圍的星周介質。
許多食後共有包層聯星顯示出食時間的變化，其原因尚不確定。雖然繞軌道運行的系外行星經常被認為是這些變化的原因，但行星模型往往無法預測食時間的後續變化。其他提出的原因，如Applegate機制，通常也無法完全解釋觀測到的食時間變化。

## 後共有包層聯星列表
按軌道週期遞增排序。
| 名稱                     | 週期         | 伴星               | 註解                                                                          |
| ------------------------ | ------------ | ------------------ | ----------------------------------------------------------------------------- |
| SDSS J1205-0242          | 71.2分鐘     | 低質量恆星或棕矮星 | 週期最短的period PCEB（截至2017年）                                           |
| WD 0137−349              | 116分鐘      | 棕矮星             | 第一顆確認且伴星是棕矮星的PCEB                                                |
| CSS21055                 | 121.73分鐘   | 棕矮星             | 食雙星                                                                        |
| SDSS 1557                | 2.27小時     | 棕矮星             | 環聯星岩屑盤與汙染的白矮星                                                    |
| 鹿豹座V470 (HS0705+6700) | 2.3小時      | 紅矮星             | 食雙星                                                                        |
| 室女座NY                 | 2.4小時      | 紅矮星             | 食雙星                                                                        |
| NSVS 14256825            | 2.6小時      | 紅矮星             | 食雙星                                                                        |
| 室女座HW                 | 2.8小時      | 紅矮星             | 食雙星                                                                        |
| 巨蛇座NN                 | 3.12小時     | 紅矮星             | 食雙星                                                                        |
| WD 0837+185              | 4.2小時      | 棕矮星             | 祖先的極端質量比，主星質量為3.5-3.7 M☉，伴星質量為 25-30 MJ                   |
| 雕具座RR                 | 7.3小時      | 紅矮星             | 食雙星                                                                        |
| 獵犬座DE                 | 8.7小時      | 紅矮星             | 食雙星                                                                        |
| Hen 2-11的中心源         | 14.616 hours | K-型主序星         | 行星狀星雲和食雙星                                                            |
| K 1-2                    | 16.2192小時  |                    | 行星狀星雲                                                                    |
| 弗萊明1的中心源          | 1.1953 days  | 白矮星             | planetary nebula                                                              |
| KOI-256                  | 1.37865日    | 紅矮星             | 食雙星                                                                        |
| NGC 2392的中心源         | 1.9日        | 熱白矮星           | 行星狀星雲和X射線聯星                                                         |
| NGC 5189的中心源         | 4.04日       | 大質量白矮星       | 行星狀星雲；主星室低質量沃夫-瑞葉星                                           |
| NGC 2346的中心源         | 16日         | >3.5 M☉ 次巨星     | 行星狀星雲；週期最長的一顆PCEB並且可能有著質量最大的伴星                      |
| HD 101584                | 150–200日    | 紅矮星或白矮星     | 伴星的吞噬可能觸發了氣體流出，形成了星雲，用Hubble 和ALMA；主星是後紅巨星支星 |